# Miranda Kerr
Miranda May Kerr, född 20 april 1983 i Sydney, New South Wales, är en australisk fotomodell och affärskvinna av engelsk, skotsk och fransk härkomst. Hon är mest känd som en av Victoria's Secret Angels sedan mitten av 2006. Hon är den första australiska modellen att bli anlitad av underklädesjätten Victoria's Secret. Hon är även ambassadör för Mango och Clear.
Kerr har även skapat sitt eget hudvårdsmärke KORA Organics som endast består av certifierade organiska produkter. Miranda Kerr har ett oerhört stort intresse för hälsa och nutrition vilket hon också studerade före sin modellkarriär.
Miranda har skrivit två böcker där Treasure Yourself är hennes debutbok som är en samling av tankar, minnen och lärdomar som skall förbättra unga kvinnors självförtroende m.m. Empower Yourself är Kerrs andra bok, som behandlar modellens personliga tankar kring hur man ska få och leva ett värdefullt liv genom att bland annat behandla sig själv väl, vårda relationer, hjälpa andra och att vara tacksam.
Hon var gift med Orlando Bloom mellan 2010 och 2013 och tillsammans har de sonen Flynn Christopher Blanchard Copeland Bloom. Förnamnet "Christopher" kommer från Kerrs ex-pojkvän, Christopher Middlebrook, som dog i en bilolycka 1998 när de var 15 år gamla. Sedan 2017 är hon gift med IT-entreprenören Evan Spiegel, och de har tre barn tillsammans. Kerr och Spiegel tillbringar en del tid på makens superyacht Bliss.